# Union camerounaise des brasseries
Vous pouvez aider à l'améliorer ou bien discuter des problèmes sur sa page de discussion.
- Il ne cite pas suffisamment ses sources. Vous pouvez indiquer les passages à sourcer avec {{référence nécessaire}} ou {{Référence souhaitée}}, et inclure les références utiles en les liant aux notes de bas de page. (Marqué depuis mai 2021)
- Il contient une ou plusieurs listes. Le texte gagnerait à être rédigé sous la forme d’un ou plusieurs paragraphes synthétiques, afin d’être plus agréable à lire. (Marqué depuis mai 2021)

- Archive Wikiwix
- Bing
- Cairn
- DuckDuckGo
- E. Universalis
- Gallica
- Google
- G. Books
- G. News
- G. Scholar
- Persée
- Qwant
- (zh) Baidu
- (ru) Yandex
- (wd) trouver des œuvres sur Wikidata

L'Union camerounaise des brasseries, abrégé UCB et créée en 1972, est l'une des plus importantes entreprises brassicole camerounaise.
Elle fut créée par l'industriel et homme d'affaires camerounais Joseph Kadji Defosso.

## Histoire
En 2016, l'entreprise renforce ses capacités.

## Produits
Les principaux produits des brasseries du Cameroun sont :
- Bières : sous les marques : Kadji ; K44 ; King
- Boissons énergisantes ;
- Sodas : Special (en différentes saveurs, tels que: pamplemousse, limonade, grenadine, orange, cola).
- eau minérale: Madiba

La société détiendrait environ 15 % en volume du marché[réf. nécessaire]

## Sources
- (en) Breweries List per country (Cameroon)